# Gare de Saint-Clar-de-Rivière
La gare de Saint-Clar-de-Rivière est une ancienne gare ferroviaire française de la ligne de Toulouse à Boulogne-sur-Gesse, située sur le territoire de la commune de Saint-Clar-de-Rivière, dans le département de la Haute-Garonne, en région Occitanie.
C'était une halte, mise en service en 1901 par la compagnie des chemins de fer du Sud-Ouest et définitivement fermée au trafic des voyageurs en 1949. Situé sur une section déclassée et déferrée, le bâtiment est toujours présent et réaffecté pour une utilisation privée.

## Situation ferroviaire
Établie à 219 mètres d'altitude, la gare de Saint-Clar-de-Rivière était située au point kilométrique (PK) 26,7 de la ligne de Toulouse à Boulogne-sur-Gesse.

## Histoire
La gare de Saint-Clar-de-Rivière est mise en service le 28 février 1901 par la compagnie des chemins de fer du Sud-Ouest.
La gare ferme en même temps que la ligne, le 31 décembre 1949.

## Service des voyageurs
Gare fermée située sur une section de ligne déclassée.

## Patrimoine ferroviaire
L'ancien bâtiment voyageurs est devenu une habitation privée.